# 艾米·阿克曼
艾米·阿克曼（Amy Ackerman，2005年3月16日—），南非女子羽毛球運動員，曾三度贏得非洲羽毛球锦标赛女子雙打冠軍。

## 選手生涯
2020年，14歲的艾米·阿克曼入選國家隊，與米歇尔·巴特勒-埃米特搭檔在當年全非羽毛球錦標賽獲得女子雙打季軍。
2021年8月，艾米·阿克曼在貝寧國際賽獲得女雙、混雙亞軍。9月，時年16歲的艾米·阿克曼在非洲U19錦標賽奪得女單亞軍以及混團、女雙、混雙冠軍，在隔月舉行全非羽毛球錦標賽與喬哈尼塔·肖爾茨搭檔奪得女子雙打冠軍，另與Jarred Elliott搭檔奪得混雙季軍。11－12月，於博茨瓦納國際賽、南非國際賽奪得女雙冠軍。
2022年，艾米·阿克曼改與黛德麗·勞倫斯搭檔參加女子雙打賽事。2月，代表南非在非洲羽毛球女子團體錦標賽奪銅，緊接著在隨後舉行的全非羽毛球錦標賽與新搭檔獲得女子雙打亞軍，在混雙項目亦與Jarred Elliott獲亞。憑藉非錦賽成績，阿克曼與勞倫斯入選由非洲羽聯主持的「通往巴黎奧運」（Road to Paris）計畫而獲得大量參賽機會
，此後她們在該年職業賽獲得一冠二亞一季的成績。
2023年2月，阿克曼／勞倫斯在全非羽毛球錦標賽奪冠，此後兩人在下半年奪下阿爾及利亞、贊比亞、博茨瓦納三站賽事奪冠，令她們的世界排名得以在年末排名至第60，為當時非洲排名最高的女雙組合。
2024年2月，阿克曼在非洲羽毛球女子團體錦標賽助南非奪得隊史第六冠，並與勞倫斯在全非羽毛球錦標賽女雙項目成功衛冕。4月30日，巴黎奧運積分週期結束，阿克曼／勞倫斯因沒能躋身前50名而未獲得奧運資格。

## 主要比賽成績
只列出曾進入準決賽的國際賽事成績：
| 年份   | 賽事                         | 公開賽級別 | 項目     | 搭檔                 | 成績   |
| ------ | ---------------------------- | ---------- | -------- | -------------------- | ------ |
| 2020年 | 全非羽毛球錦標賽             | 其他       | 女子雙打 | 米歇尔·巴特勒-埃米特 | 季軍   |
| 2021年 | 貝寧羽毛球國際賽             | 未來系列賽 | 女子雙打 | Diane Olivier        | 亞軍   |
| 2021年 | 貝寧羽毛球國際賽             | 未來系列賽 | 混合雙打 | 卡梅伦·科策          | 亞軍   |
| 2021年 | 非洲青少年羽毛球錦標賽       | 其他       | 混合團體 | －                   | 冠軍   |
| 2021年 | 非洲青少年羽毛球錦標賽       | 其他       | 女子單打 | －                   | 亞軍   |
| 2021年 | 非洲青少年羽毛球錦標賽       | 其他       | 女子雙打 | Diane Olivier        | 冠軍   |
| 2021年 | 非洲青少年羽毛球錦標賽       | 其他       | 混合雙打 | Robert White         | 冠軍   |
| 2021年 | 全非羽毛球錦標賽             | 其他       | 混合團體 | －                   | 季軍   |
| 2021年 | 全非羽毛球錦標賽             | 其他       | 女子雙打 | 喬哈尼塔·肖爾茨      | 冠軍   |
| 2021年 | 全非羽毛球錦標賽             | 其他       | 混合雙打 | Jarred Elliott       | 季軍   |
| 2021年 | 博茨瓦納羽毛球國際賽         | 未來系列賽 | 女子雙打 | 喬哈尼塔·肖爾茨      | 冠軍   |
| 2021年 | 博茨瓦納羽毛球國際賽         | 未來系列賽 | 混合雙打 | Jarred Elliott       | 準決賽 |
| 2021年 | 南非羽毛球國際賽             | 未來系列賽 | 女子雙打 | 喬哈尼塔·肖爾茨      | 冠軍   |
| 2021年 | 南非羽毛球國際賽             | 未來系列賽 | 混合雙打 | Jarred Elliott       | 亞軍   |
| 2022年 | 全非洲羽毛球男女子團體錦標賽 | 其他       | 女子團體 | －                   | 季軍   |
| 2022年 | 全非羽毛球錦標賽             | 其他       | 女子雙打 | Deidre Laurens       | 亞軍   |
| 2022年 | 全非羽毛球錦標賽             | 其他       | 混合雙打 | Jarred Elliott       | 亞軍   |
| 2022年 | 埃及羽毛球國際賽             | 國際系列賽 | 女子雙打 | Deidre Laurens       | 亞軍   |
| 2022年 | 贊比亞羽毛球國際賽           | 未來系列賽 | 女子雙打 | Deidre Laurens       | 亞軍   |
| 2022年 | 贊比亞羽毛球國際賽           | 未來系列賽 | 混合雙打 | Jarred Elliott       | 亞軍   |
| 2022年 | 博茨瓦納羽毛球國際賽         | 未來系列賽 | 女子雙打 | Deidre Laurens       | 冠軍   |
| 2022年 | 博茨瓦納羽毛球國際賽         | 未來系列賽 | 混合雙打 | Jarred Elliott       | 冠軍   |
| 2022年 | 南非羽毛球國際賽             | 未來系列賽 | 女子雙打 | Deidre Laurens       | 準決賽 |
| 2023年 | 全非羽毛球錦標賽             | 其他       | 混合團體 | －                   | 季軍   |
| 2023年 | 全非羽毛球錦標賽             | 其他       | 女子雙打 | Deidre Laurens       | 冠軍   |
| 2023年 | 全非羽毛球錦標賽             | 其他       | 混合雙打 | Jarred Elliott       | 季軍   |
| 2023年 | 毛里裘斯羽毛球國際賽         | 國際系列賽 | 女子雙打 | Deidre Laurens       | 準決賽 |
| 2023年 | 拉各斯羽毛球國際經典賽       | 國際挑戰賽 | 女子雙打 | Deidre Laurens       | 準決賽 |
| 2023年 | 阿爾及利亞羽毛球國際賽       | 國際系列賽 | 女子雙打 | Deidre Laurens       | 冠軍   |
| 2023年 | 贊比亞羽毛球國際賽           | 未來系列賽 | 女子雙打 | Deidre Laurens       | 冠軍   |
| 2023年 | 博茨瓦納羽毛球國際賽         | 未來系列賽 | 女子雙打 | Deidre Laurens       | 冠軍   |
| 2023年 | 南非羽毛球國際賽             | 未來系列賽 | 女子雙打 | Deidre Laurens       | 冠軍   |
| 2023年 | 南非羽毛球國際賽             | 未來系列賽 | 混合雙打 | Jarred Elliott       | 準決賽 |
| 2024年 | 伊朗羽毛球國際挑戰賽         | 國際挑戰賽 | 女子雙打 | Deidre Laurens       | 準決賽 |
| 2024年 | 全非洲羽毛球男女子團體錦標賽 | 其他       | 女子團體 | －                   | 冠軍   |
| 2024年 | 全非羽毛球錦標賽             | 其他       | 女子雙打 | Deidre Laurens       | 冠軍   |
| 2024年 | 博茨瓦納羽毛球國際賽         | 未來系列賽 | 女子雙打 | Deidre Laurens       | 亞軍   |
| 2024年 | 南非羽毛球國際賽             | 未來系列賽 | 女子雙打 | Deidre Laurens       | 冠軍   |
| 2025年 | 全非羽毛球錦標賽             | 其他       | 女子雙打 | 喬哈尼塔·肖爾茨      | 冠軍   |

| 2018-2026年 | 總決賽 | 超級1000賽 | 超級750賽 | 超級500賽 | 超級300賽 | 超級100賽 | 國際挑戰賽 | 國際系列賽 | 未來系列賽 | 其他 |

### 奧運會和世錦賽參賽紀錄
|          | 搭檔           | 2023 |
| -------- | -------------- | ---- |
| 女子雙打 | Deidre Laurens | 64強 |

## 外部連結
- 艾米·阿克曼在BWFBadminton.com（英语）
- 艾米·阿克曼在BWF.TournamentSoftware.com（英语）
- 艾米·阿克曼在Flashscore（英语）